# Corine Kisling
Corine Kisling (Rotterdam, 22 december 1954) is een Nederlands auteur en literair vertaalster. C.M.L. Kisling heeft literaire romans vertaald uit het Frans en het Engels; ze heeft al zestien boeken van Tim Parks vertaald, uitgegeven bij de Uitgeverij De Arbeiderspers.
Corine Kisling was tot zijn dood getrouwd met Paul Verhuyck, eveneens auteur bij de Arbeiderspers. Samen schreven ze vier romans onder de naam "Kisling & Verhuyck".

## Publicaties: romans
- Tangen, Arbeiderspers 1993
- De Engelenbak, Arbeiderspers 1994
- Satan in de polder, Arbeiderspers 1996 (bekroond met de Schaduwprijs)
- De groene gloed, Arbeiderspers 1999
- Afgrond, Arbeiderspers 2004 (genomineerd voor de Diamanten Kogel)
- Het badhuis, Arbeiderspers-Bruna 2013 (genomineerd voor de Zeeuwse Boekenprijs en de Halewijnprijs)

Met Paul Verhuyck onder de auteursnaam Kisling & Verhuyck:
- Het leugenverhaal, Arbeiderspers 2007 (bekroond met de Zeeuwse Boekenprijs)
- Kwelgeest, Arbeiderspers 2008 (genomineerd voor de Hercule Poirotprijs en de Diamanten Kogel)
- De duim van Alva, Arbeiderspers 2010 (genomineerd voor de Gouden Strop, de Hercule Poirotprijs en de Diamanten Kogel)
- Zwarte kant, Arbeiderspers-Bruna 2012